# 金子達仁
金子 達仁（かねこ たつひと、1966年1月26日 - ）は、日本のスポーツライター、ノンフィクション作家である。FC琉球スーパーバイザー。

## 経歴
神奈川県横浜市出身。法政大学第二高等学校を経て、法政大学社会学部卒業。
大学卒業後、当時『サッカーダイジェスト』の編集者だった富樫洋一の誘いで日本スポーツ企画出版社に入社、『スマッシュ』、『サッカーダイジェスト』の編集者を経て1995年にフリーになる。その後スペイン・バルセロナに移住。
1997年、サッカー・アトランタオリンピック代表を取材し、『Sports Graphic Number』誌に掲載された『叫び』『断層』（後に大幅な加筆修正のうえ『28年目のハーフタイム』として上梓）でミズノスポーツライター賞受賞。サッカーを中心にノンフィクション作品を手がける。代表作にJ1参入決定予備戦・アビスパ福岡vs川崎フロンターレ戦（1998年11月19日）のルポルタージュ『神を見た夜』（のち『バックパスの行方』と改題、改筆し『魂の叫び J2聖戦記』に収録）や、1999年のJ2最終節を扱った『秋天の陽炎』など。
またスカパー!などでサッカー解説者も務めるが、肩書きは「解説」ではなく「ゲスト」となっている（ただし、ニッポン放送のみ元々「解説」ではなく「サッカーコメンテーター」という肩書きを採用しているため、この肩書きがそのまま使用される）。

## 人物
父の仕事の関係で小学生の時に神戸に住んでいたことがある。それとは関係ないが（むしろ在神時代は緩やかな巨人ファンだった）、1985年にサッカー日本代表がワールドカップメキシコ大会予選大会で惜敗した同年に阪神タイガースが21年ぶりのリーグ優勝、そして初の日本一に輝いたという奇跡経験から熱狂的な阪神タイガースファン であり、プロ野球シーズン中は、取材などで海外に滞在時でもインターネットでタイガースの勝敗は必ずチェックするほどである。サッカーでは子供の頃からボルシア・メンヒェングラートバッハのファンである。
妻はフリーアナウンサーの八塩圭子。2012年11月に第1子誕生。
ヘヴィメタルファンであり、1999年5月号から2012年5月号まで音楽雑誌「BURRN!」でコラムを執筆していた。
特技は麻雀で、『モンド21麻雀BATTLE ROYAL』の2007年、2009年、2010年の3大会全て団体優勝している。

## エピソード
- 2006年ドイツワールドカップ後に行われた村上龍、セルジオ越後、近藤篤との座談会において、日本代表監督について「凄く不思議なのは、オシムに『いいサッカー』『日本人らしいサッカー』を期待している人達ってすごい多いじゃないですか…意味ないと僕は思うんですよ。大事なのは勝つ事」「代表チームはクラブチームと違って時間がないのに、いいサッカーを期待しちゃダメですよ」と持論を述べている[6]。一方で2010年南アフリカワールドカップの際には「必然性のない勝利はいらぬ。負けろ、日本。未来の為」[7] とも主張しており、日本が勝利したカメルーン戦後には、「全く意味のない喜べない悲しい勝利であり、代表のサッカーはアンチ・フットボールである」と書いている[8]。
- 2009年2月19日に玉木正之と対談した『ニッポンはどうすれば勝てるのか？』にて、サッカー選手として中村俊輔を信用していないと述べている[9]。その理由を、大相撲・二子山部屋の初稽古に中西哲生・川口能活・中村を連れ、全盛期の横綱・貴乃花の稽古を見学後、ちゃんこ鍋をごちそうされながら貴乃花から話を聞ける機会に、中村は「彼女と約束があるから帰ります」と断ったため、「（中村は）アウト。だからいまでもいっさい信用していない。戦えない。うまいかへたかは別にして」と語っている[9]。
- 2010年南アフリカワールドカップのデンマーク戦後のインタビューにて、本田圭佑の「嬉しいですけど、思ってたよりなぜか喜べない。こんなにあっさり勝っていいのかという感じ。目標はまだはるか先にあるので。満足できない。目標は優勝と日本国民を前に公言しているので」[10] という発言に対し、「日本がデンマークよりも明らかに優れていたから勝てたわけではない。ゆえに、何か喜べないものがある。」と述べた[11]。
- 『日本カー・オブ・ザ・イヤー』の選考委員を務めたことがある[12]。
- サッカー実況を多く担当する倉敷保雄と下田恒幸によれば、攻撃時の最初のシュートがこぼれた後の二次攻撃の状況に対して「まだある!」という表現を発明したのは金子であるという[13]。

## 出演番組

### 現在

#### ラジオ
- The Deep（2021年11月7日 - ・ニッポン放送） - パーソナリティ[14]

### 過去
- 聖教新聞Presents ことばのチカラ 〜成功へのターニングポイント〜（2017年10月 - 2021年10月・ニッポン放送） - パーソナリティ
- 亀山つとむのかめ友 Sports Man Day（2009年4月　-　2016年3月・MBSラジオ） - 週替わりパーソナリティ
- vs.金子達仁（2005年11月　-　2011年2月・MBSラジオ） - パーソナリティ

## 著書
- 「28年目のハーフタイム」（文藝春秋）
- 「決戦前夜」（新潮社）
- 「ライブ! : ワールドカップ・フランス'98」（同朋舎）
- 「いつかどこかで」（文藝春秋）
- 「彼らの神」（文藝春秋）
- 「熱病フットボール」（文藝春秋）
- 「熱病フットボール 2」（文藝春秋）
- 「ターニングポイント」（幻冬舎）
- 「惨敗 二〇〇二年への序曲」（幻冬舎）
- 「泣き虫」（幻冬舎）
- 「古田の様」（扶桑社）
- 「21世紀を超える神々たち」（ぴあ）
- 「魂の叫び J2聖戦記」（幻冬舎） 中西哲生、戸塚啓と共著
- 「秋天の陽炎」（文藝春秋）
- 「すべては、あの日から。」（新潮社）
- 「敗因と」（光文社） 戸塚啓、木崎伸也と共著
- 「不器用なもんで。」（扶桑社）
- 「ラスト・ワン」（日本実業出版社）